# Bad Neighbours
Bad Neighbours (ook uitgebracht als Neighbors) is een Amerikaanse komediefilm geregisseerd door Nicholas Stoller en geschreven door Andrew J. Cohen en Brendan O'Brien. De hoofdrollen worden vertolkt door Seth Rogen, Zac Efron en Rose Byrne. 
De wereldpremière vond plaats op 8 maart 2014, tijdens de South by Southwest Festival in Austin, Texas.
In 2016 kreeg de film een vervolg onder de titel Bad Neighbours 2: Sorority Rising.

## Verhaal
Mac en Kelly hebben een dochter Stella van enkele maanden oud. Op een dag wordt het huis naast hen gehuurd door twee jongemannen: Teddy en Pete. Mac en Kelly denken eerst dat het een beschaafd homokoppel betreft, maar al snel blijkt dat zij respectievelijk de voorzitter en vicevoorzitter zijn van de studentenvereniging Delta Psi Beta die er met al hun leden intrekt.
In eerste instantie komen Mac en Kelly goed overeen met de studenten en nemen ze deel aan hun uitbundig feestgedrag. Ze worden door de vereniging opgenomen in "hun eeuwige vriendschap". Naarmate de tijd vordert, zijn Mac en Kelly de overlast beu en lichten ze de politie in. De studentenvereniging aanziet dit als verraad van "de eeuwige vriendschap" en start met allerhande pesterijen.
Mac en Kelly nemen contact op met de universiteit. Volgens de decaan mag een studentenvereniging slechts drie grove fouten maken die een negatieve krantenkop kunnen veroorzaken. Na drie overtredingen worden alle studenten van Delta Psi Beta geschorst. Mac en Kelly starten op hun beurt een wraakcampagne, maar het blijkt moeilijker dan gedacht om Delta Psi Beta te laten schorsen aangezien de studenten hen steeds een stapje voor zijn.
Uiteindelijk slagen Mac en Kelly in hun opzet door vanuit het huis van Delta Psi Beta een vuurpijl af te schieten op een agent. Teddy neemt de volledige verantwoordelijkheid op zich waardoor enkel hij wordt geschorst. Pete wil in eerste instantie ook opdraaien voor de feiten en verklaart verliefd te zijn op Teddy. De niet zo snuggere Teddy denkt dat Pete het heeft over "hun eeuwige vriendschap". Op het einde van de film, enkele maanden na de schorsing, ontmoet Mac Teddy. Teddy werkt als halfnaakt model om klanten te lokken in een kledingzaak en geeft toe dat hij meer tijd had moeten besteden aan zijn studies. De studenten van Delta Psi Beta verblijven nu in een nieuwe bouw van de universiteit dewelke is ontworpen door Pete die als architect is afgestudeerd.

## Rolverdeling
| Acteur                   | Personage        |
| ------------------------ | ---------------- |
| Seth Rogen               | Mac Render       |
| Zac Efron                | Teddy Sanders    |
| Rose Byrne               | Kelly Radner     |
| Dave Franco              | Pete Regazolli   |
| Christopher Mintz-Plasse | Scoonie          |
| Jerrod Carmichael        | Garf             |
| Ike Barinholtz           | Jimmy Faldt      |
| Carla Gallo              | Paula Faldt      |
| Lisa Kudrow              | Carol Gladstone  |
| Craig Roberts            | Assjuice         |
| Hannibal Buress          | officier Watkins |
| Halston Sage             | Brooke Shy       |
| Ali Cobrin               | Whitney          |
| Jake Johnson             | Billy Jessup     |

## Productie
De opnames begonnen in april 2013 en vonden plaats in Los Angeles. Op 26 augustus 2013 werd de filmtitel gewijzigd van Townies naar Neighbors.

## Soundtrack
Neighbors (Original Motion Picture Soundtrack)
| Nr. | Titel                                         | Artiest                         | Duur |
| --- | --------------------------------------------- | ------------------------------- | ---- |
| 1.  | "Get Ur Freak On/Keep Me"                     | Missy Elliott en The Black Keys | 3:27 |
| 2.  | "Freaking Out"                                | Flo Rida                        | 2:58 |
| 3.  | "Good Day"                                    | Nappy Roots                     | 3:39 |
| 4.  | "London Bridge"                               | Fergie                          | 3:25 |
| 5.  | "Girls Girls $"                               | Theophilus London               | 3:12 |
| 6.  | "All Night"                                   | Icona Pop                       | 3:08 |
| 7.  | "Hurt Me Tomorrow"                            | K'naan                          | 3:49 |
| 8.  | "Die Young"                                   | Kesha                           | 3:33 |
| 9.  | "Cheap Beer"                                  | FIDLAR                          | 2:23 |
| 10. | "Raise Those Hands"                           | Bassjackers en R3hab            | 4:57 |
| 11. | "First Name Trouble"                          | Witchman met Marz               | 4:16 |
| 12. | "Here Comes the Hotstepper" (Heartical Remix) | Ini Kamoze                      | 4:11 |